# Александра Кентская
Принцесса Александра Елена Елизавета Ольга Кристабель Кентская, достопочтенная леди Огилви (англ. Princess Alexandra Helen Elizabeth Olga Christabel, The Honourable Lady Ogilvy; род. 25 декабря 1936) — член британской королевской семьи, принцесса Кентская, двоюродная сестра британской королевы Елизаветы II.
Единственная дочь герцога Кентского Георга (четвёртого сына короля Великобритании Георга V и королевы Марии Текской) и принцессы Греческой и Датской Марины, дочери Николая, принца Греческого и Датского и Великой княгини Елены Владимировны. 24 апреля 1963 года стала женой достопочтенного Ангуса Огилви. По состоянию на январь 2025 года занимает 58-е место в наследовании британского престола. Последняя дама Королевского ордена Георга VI.

## Биография
Принцесса Александра родилась 25 декабря 1936 года в семье герцога Кентского Георга, младшего сына короля Великобритании Георга V и его супруги королевы Марии. Матерью принцессы была герцогиня Кентская Марина, урождённая принцесса Греческая и Датская, дочь принца Николая Греческого и Датского и Великой княгини Елены Владимировны Романовой. На момент своего рождения она занимала шестое место в линии наследования британского престола.
Принцесса была крещена в частной часовне Букингемского дворца 9 февраля 1937 года. Её крестными были: король Георг VI и королева Елизавета (её дядя и тетя), королева Норвегии (её двоюродная бабушка), Елена Владимировна Романова (её бабушка), принцесса Ольга Югославская (её тётка), принцесса Беатриса Великобританская (её двоюродная прабабка), граф Атлонский (её двоюродный дед), и граф Карл Теодор Тёрринг-Йеттенбах (дядя по материнской линии). Она была названа в честь своей прабабушки, королевы Александры, своей бабушки, Великой княгини Елены Владимировны, и двоих тёток, принцесс Елизаветы и Ольги Греческих. Она получила имя Кристабель, потому что родилась на Рождество.
Принцесса провела детство в Великобритании. Во время Второй мировой войны она жила вместе с бабушкой королевой Марией. Её отец погиб 25 августа 1942 года в авиакатастрофе. В 1947 году она была подружкой невесты на свадьбе принцессы Елизаветы и принца Филиппа Греческого (будущих королевы Елизаветы II и герцога Эдинбургского).

## Брак
24 апреля 1963 года принцесса вышла замуж за достопочтенного Ангуса Джеймса Брюса Огилви (1928—2004), второго сына 12-го графа Эйрли и леди Александры Кок. В свадебной церемонии приняли участие все члены королевской семьи. Церемонию транслировали по всему миру, и её посмотрело около 200 миллионов человек.
Принцесса Александра и сэр Ангус имели двух детей, Джеймса и Марину, и четверо внуков:
- Джеймс Огилви родился 29 февраля 1964, женат с 30 июля 1988 года на Юлии Роулинсон:
  - Флора Александра Огилви, родилась 15 декабря 1994 года.
  - Александр Чарльз Огилви, родился 12 ноября 1996 года.
- Марина Виктория Александра Огилви, родилась 31 июля 1966 года; вышла замуж 2 февраля 1990 года за Павла Джулиана Моуата, развелись 4 декабря 1997:
  - Зенуска Мэй Моуат, родилась 26 мая 1990 года.
  - Кристиан Александр Моуат, родился 4 июня 1993 года.

## Королевские обязанности
Начиная с конца 1950-х принцесса Кентская выполняла множество королевских обязанностей. В 1959 году она отправилась в Австралию. Принцесса представляла королеву в Нигерии, когда та в 1960 году стала независимой от Великобритании. Принцесса представляла королеву в Канаде, Таиланде, Норвегии, Италии, Гибралтаре и др. Александра является почётным членом многих медицинских университетов в Великобритании и за границей. Принцесса является покровителем Английской Национальной Оперы, Лондонского филармонического хора, Лондонской академии искусства и музыки и президентом всемирного фонда дикой природы Великобритании.

## Титулы
- 25 декабря 1936 — 24 апреля 1963: Её королевское высочество принцесса Александра Кентская
- С 24 апреля 1963: Её королевское высочество принцесса Александра, достопочтенная леди Огилви[2]